# オショロコマ
オショロコマ（学名：Salvelinus curilus）は、サケ目サケ科イワナ属に属する魚。カラフトイワナとも呼ぶ。イワナと比べると、さらに寒冷気候に適応した種である。
かつては北アメリカに棲息するドリーバーデン（学名：Salvelinus malma）と同種とされ、その後は亜種とされてきた。しかし近年のDNA分析で明らかな違いがあり染色体数も異なることから、学名としてはSalvelinus curilusが妥当であるとされる。

## 分布
北極海および北部太平洋沿岸に分布する。日本では北海道（道東、道北、山岳渓流）に分布する。北海道では大雪山系、日高山系の山岳渓流に多く、知床半島にも分布する。自然分布の南限は、太平洋側が十勝川水系、日本海側が千走川水系とされている。

## 生態
産卵期は10-11月である。日本に生息する個体はほとんどが河川残留型であるが、一部の個体は降海し生活する。河川の最上流部に生息することが多いが、知床半島などの流れる距離の短い川では、源流から河口まで生息する。札幌市近郊にある空池では、年中湧き水が出るため、止水域であっても生息している。河川残留型は、背部に白色の斑点、体側にパーマークと朱点があり、有色斑点の有無によりアメマスと区別できる。個体によって、腹部や鰭の赤色が濃くなる。本種の生息地の南限と言われる北海道千走川の支流では、無斑点の個体が生息する。残留型の全長は最大30cmほどである。河川生活での餌は主に流下する水棲昆虫や河畔樹林からの落下昆虫であるが、トビケラやカゲロウの様な底性生物の摂食も可能な口骨格構造であり、アメマスなどとの餌の競合に対し柔軟に対応する。従って、アメマスがいる河川では棲み分けをする。本種の生息可能限界水温は本州で生息しているイワナ（ニッコウイワナ、ヤマトイワナなど）と同じと考えられる。個体差はあるが寿命は5〜6年程。
降海型は高緯度地域ほど出現し易く、2年から4年の河川生活の後スモルト化しパーマークが消えると降海する。朱点も淡い淡赤色となる。また、イトウの様に冬期は河川遡上し、湖や流速の緩い深み場所で越冬を行う。知床半島にも降海型個体が居ると考えられる。
血清タンパク質および筋肉タンパク質の分析調査の結果によれば、自然界にはオショロコマとエゾイワナの交雑型も存在している。

## 保全状態評価
絶滅危惧II類 (VU)（環境省レッドリスト）
日本国内で直ちに種の絶滅が危惧される状況ではないが、2007年版の環境省レッドリストでは、従来の準絶滅危惧から絶滅危惧II類にカテゴリが上げられた。知床半島などの生息地では外来魚（ニジマスやブラウントラウト）との競合、アメマスの生息域拡大による源流域まで追いやられる、一部の釣り人による乱獲や源流部の林道工事、河畔林伐採、堰堤の設置等にともなう生息環境破壊により、個体群が絶滅の危機にあるとみられる。特に、本種はもともとアメマスと同じ川で生息する際、本種がアメマスより上流に、その下流にアメマスが生息するといった棲み分けがあったが、ここ最近アメマスの勢力が広がりつつある。また、本種とアメマスとの交雑種が見つかっている。本種の分布域の北側には、ホッキョクイワナが生息するが、両者の異同には論議がある。まず、言えることは(1)産卵場所の違いである。本種は河川、ホッキョクイワナは湖沼。(2)生態や、鰓杷数が本種より亜種のミヤベイワナに近いこと。など明確な違いは限られており、本種との区切りは難しい。しかし、もともと日本国内で生息する本種を含め、イワナ属の魚は明確な河川ごとに特徴があったと言われる。イワナ属はそもそも本種とミヤベイワナの2亜種からなるグループと、アメマス、ニッコウ、ヤマト、ゴギの4型からなるイワナのグループ、その他外来種2種が日本国内で生息していると考えられているが諸説ある。本種を含めホッキョクイワナのグループはイワナのグループに比べ、生息域が広く、より正確な分類が必要なグループであるには違いない。
北海道では、河川残留型が多い事から河川間の交流がほとんどなく、河川集団毎の遺伝的多様性に比べ同一河川内集団の遺伝的多様性は低い。つまり、各河川毎に閉ざされた生殖系（繁殖集団）となっているため、増殖を目的とした放流の際は、安易に他の河川からの移植は避けるべきである。近年、本州でも本種が見つかるが、これは釣堀から逃げたり、釣られず残った個体である。
かつて、放流したベニザケの幼魚に対する害魚として駆除されたことがある。

## 参考画像

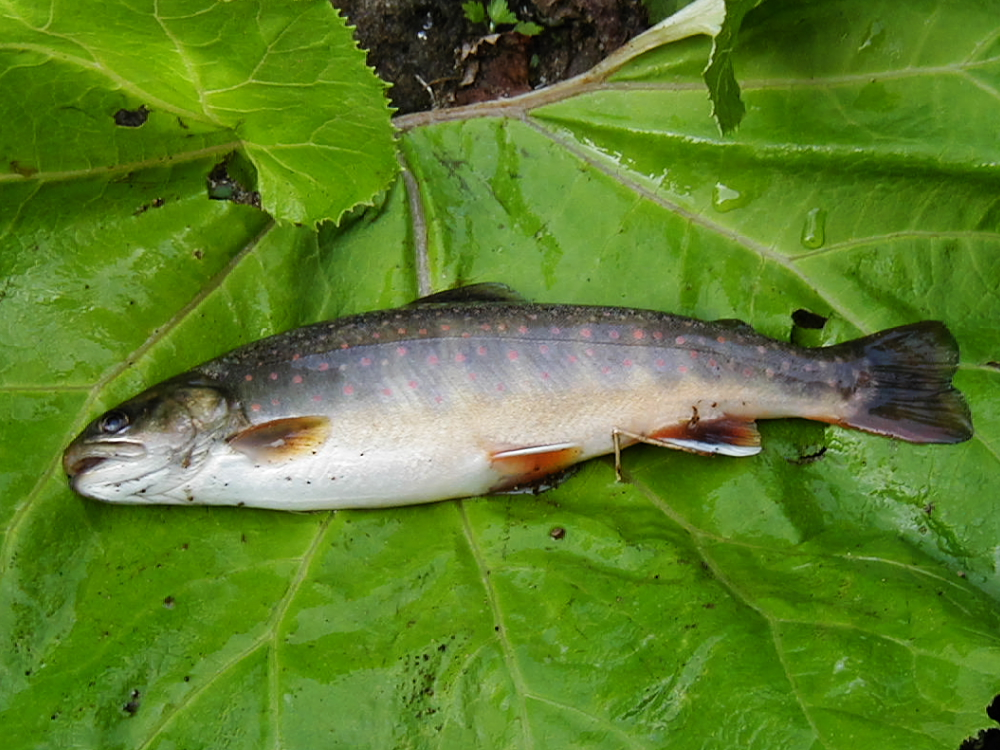
知床半島羅臼付近の河川で捕獲された成魚
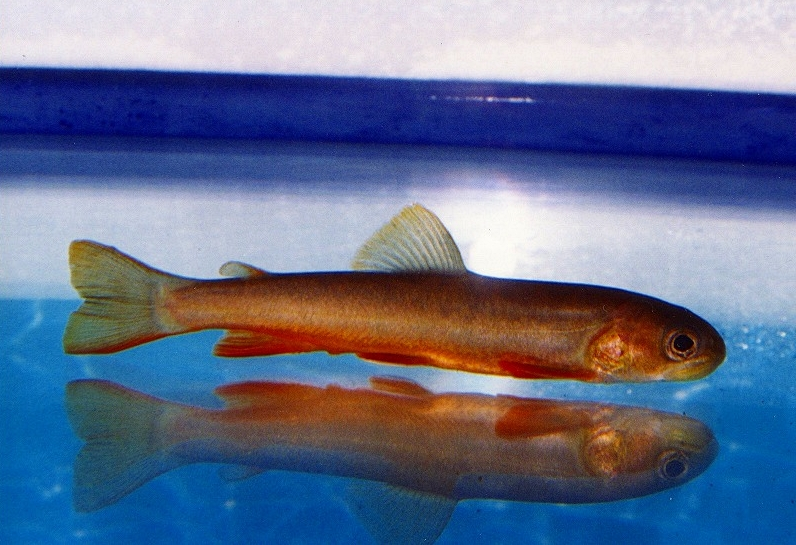
無斑オショロコマ